# Gambialoa muelleri
Gambialoa muelleri är en insektsart som beskrevs av Irena Dworakowska 1974. Gambialoa muelleri ingår i släktet Gambialoa och familjen dvärgstritar. Inga underarter finns listade i Catalogue of Life.